# Andrius Velička
Andrius Velička, nacido el 5 de abril de 1979 en Kaunas, es un exfutbolista y entrenador lituano. Se desempeñaba como delantero. Actualmente es segundo entrenador en el FC Hegelmann Litauen de la A Lyga de Lituania. 

## Carrera deportiva como jugador
El primer club en el que jugó como profesional fue el FBK Kaunas. Estuvo en el club lituano ocho años, desde 1996 al 2008, marcando más de cien goles a pesar de estar cedido a varios equipos y varios años. La primera cesión tuvo lugar en la Temporada 2002/03 cuando fue cedido al equipo ruso del Anzhi Makhachkala donde apenas jugó y solo militaría desde agosto a diciembre. En enero de esa misma temporada es cedido al Irtysh Pavlodar kazajo hasta final de temporada.
En la temporada 2006-07 es traspasado al equipo escocés del Heart of Midlothian FC donde se convierte en una pieza clave en el equipo dirigido por aquel entonces por su compatriota Valdas Ivanauskas y el ucraniano Anatoliy Korobochka en la segunda y cuyo presidente era Vladimir Romanov.
En febrero de 2008 se une al equipo noruego del Viking FK con el que jugó 18 partidos y marcó 6 goles
En la temporada 2008-09 vuelve al fútbol escocés de la mano del Rangers FC que pagó 1,3 millones de euros por tres años.
Una temporada después el equipo escocés lo cede al Bristol City donde debuta saliendo desde el banquillo en el primer partido y se lesiona a los cinco minutos y como consecuencia se pierde toda la temporada.
También la Temporada siguiente es cedido al Aberdeen FC en una operación de intercambio de jugadores en la que Richard Foster jugaría en el Rangers y Velička en Los Dons
La siguiente temporada los Rangers le dan la carta de libertad y ficha por el FK Ekranas lituano, donde estará una temporada, jugó 43 partidos y anotó 17 goles en una temporada. En la temporada 2012/13 ficha por el equipo Shuvalan FK de la primera división de Azerbaian con el que jugó solo catorce partidos. Sus dos últimas temporadas en activo jugó en el FK Žalgiris y en el FK Kauno Žalgiris

## Carrera deportiva como entrenador
A inicios de 2020 se convirtió en segundo entrenador de la selección Sub-17 de su país. Antes había sido entrenador de la Sub-15
En febrero de 2021 se convierte en segundo entrenador del FC Hegelmann, donde ya era entrenador de la cantera, que dirigía Andrius Skerla.

## Palmarés

### Como jugador
| Título           | Año     | Club                 | País     |
| ---------------- | ------- | -------------------- | -------- |
| A Lyga           | 1999    | FBK Kaunas           | Lituania |
| A Lyga           | 2000    | FBK Kaunas           | Lituania |
| A Lyga           | 2001    | FBK Kaunas           | Lituania |
| A Lyga           | 2004    | FBK Kaunas           | Lituania |
| A Lyga           | 2006    | FBK Kaunas           | Lituania |
| A Lyga           | 2011    | FK Ekranas Panevėžys | Lituania |
| A Lyga           | 2013    | Zalgiris Vilnius     | Lituania |
| A Lyga           | 2014    | Zalgiris Vilnius     | Lituania |
| Copa de Lituania | 2002    | FBK Kaunas           | Lituania |
| Copa de Lituania | 2004    | FBK Kaunas           | Lituania |
| Copa de Lituania | 2005    | FBK Kaunas           | Lituania |
| Copa de Lituania | 2014    | Zalgiris Vilnius     | Lituania |
| Copa de Escocia  | 2008/09 | Rangers FC           | Escocia  |

- Distinciones individuales
  - Máximo goleador de la A Lyga: 1999/00